# Pneumonia eosinofílica
Pneumonia Eosinofílica (PE) é uma doença na qual um certo tipo de glóbulo branco chamado eosinófilo se acumula no pulmão. Estas células causam rompimento dos alvéolos, local onde é absorvido o oxigênio do ar. Existem vários tipos diferentes de pneumonia eosinofílica e podem acontecer em qualquer grupo e idade. Os sintomas mais comuns incluem: tosse, febre, dificuldade de respirar, e suor à noite. PE é diagnosticada por uma combinação de sintomas característicos, e achados em exames clínicos de rotina como exames de sangue e radiografias. O prognóstico é considerado favorável, já que a maioria dos casos de PE são reconhecidos rapidamente e o tratamento iniciado.

## Tipos
A pneumonia eosinofílica é dividida em categorias diferentes que dependem da determinação, ou não, da causa. Causas conhecidas incluem certos medicamentos, infecções parasitárias e câncer. PE também pode acontecer quando o sistema imune ataca os pulmões, uma doença chamada Síndrome de Churg-Strauss. Quando uma causa não pode ser achada, a PE é dita idiopática. PE idiopática pode ser dividida em pneumonia eosinofílica aguda (PEA) e pneumonia eosinofílica crónica (PEC) e isso depende dos sintomas apresentados pelo paciente.

## Sintomas
A maioria das causas de pneumonia eosinofílica tem sintomas semelhantes. Tosse, febre, falta de respiração e suores noturnos são proeminentes e quase universais. Pneumonia eosinofílica aguda segue um curso rápido tipicamente. Febre e tosse podem desenvolver uma ou duas semanas antes do progresso das dificuldades de respiração para o ponto de fracasso respiratório que requer ventilação mecânica. Pneumonia eosinoílica crônica normalmente segue um curso mais lento. Sintomas acumulam durante vários meses e incluem febre, tosse, falta de respiração e perda de peso. Indivíduos com PEC são frequentemente diagnosticados com asma antes de PEC ser reconhecido finalmente.

## Patogênese
A pneumonia eosinofílica pode desenvolver-se de vários modos diferentes que dependem da causa subjacente da doença. Crêe-se que os eosinófilos fazem um papel central defendendo o corpo contra infecção por parasitas. São causadas muitas doenças, como asma e eczema, quando eosinófilos reagem aos gatilhos ambientais e libertam um excesso de substâncias químicas (citocinas) como a histamina. A característica comum entre causas diferentes de PE é a reação dos eosinófilos ou deficiência orgânica no pulmão.

## Medicamentos e exposições ambientais
Medicamentos, drogas de abuso e exposições ambientais podem engatilhar toda a deficiência orgânica dos eosinófilos. Medicamentos antiinflamatórios não-esteróides (ibuprofen), nitrofurantoína, fenitoína, L-triptofan e ampicilina e drogas de abuso como a heroína inalada e cocaína, podem ativar uma resposta alérgica que resulta em PE. Substâncias químicas como sulfitos, silicato de alumínio, e fumaça de cigarro podem causar PE quando inalada. Um bombeiro nova-iorquino desenvolveu PE depois de inalar pó do World Trade Center no dia 11 de setembro de 2001.

### Infecções parasitárias
Parasitas causam PE de três modos diferentes. Parasitam ou podem invadir o pulmão, ou podem viver no pulmão como parte do ciclo de vida, ou ainda podem se esparramar no pulmão pela circulação sangüínea. Eosinófilos migram ao pulmão para lutar contra parasitas e resultados de PE. Parasitas importantes que invadem o pulmão incluem Paragonimus ferro pulmonares, Echinococcus tapeworms e Taenia solium. Parasitas importantes que habitam o pulmão como parte do ciclo de vida normal deles incluem as lombrigas, Ascaris lumbricoides, Strongyloides stercoralis e o Ancylostoma hookworms duodenale e Necator americanus. Quando a PE é causada por este último grupo, é chamado freqüentemente de síndrome de Löffler. 

### PEA e PEC
As causas para PEA e PEC são desconhecidas até o presente momento. Há alguma suspeita que pelo menos PEA é o resultado da resposta do corpo a algum agente ambiental não identificado. 

## Diagnóstico
A pneumonia eosinofílica é diagnosticada em uma de três circunstâncias: quando uma contagem de glóbulos completa revela eosinófilos aumentados e uma radiografia de tórax ou tomografia computadorizada identifica anormalidades no pulmão, quando uma biópsia identifica eosinófilos em excesso no tecido pulmonar, ou quando são achados em demasia no fluido obtido por uma broncoscopia. São diagnosticadas infecções parasitárias específicas depois de examinar a exposição de uma pessoa a parasitas comuns e o laboratório faz testes para procurar as causas prováveis. Se nenhuma causa subjacente é encontrada, uma diagnose de PEA ou PEC é feita baseado nos critérios seguintes. PEA é mais provável com fracasso respiratório depois de uma doença febril aguda de normalmente menos de uma semana, mudanças em áreas múltiplas e fluido na área que cerca os pulmões em uma radiografia de tórax, e maior que 25% eosinófilos em um BAL. 
Outras anormalidades de laboratório típicas incluem uma conta de células brancas elevadas, taxa de sedimentação de eritrócitos, e imunoglobulina de nível E. PEC é provável quando os sintomas estiveram presentes há mais de um mês. Testes de laboratório típico para PEC incluem eosinófilos do sangue em demasia, uma taxa de sedimentação de eritrócitos alta, anemia de deficiência férrea e aumento de plaquetas. Uma radiografia do tórax pode mostrar anormalidades em qualquer lugar, mas o achado mais específico é uma sombra aumentada na periferia do pulmão, longe do coração.

## Tratamento
Quando a pneumonia eosinofílica é relacionada a uma doença como câncer ou infecção parasitária, o tratamento da causa subjacente pode ser efetivo na resolução da doença pulmonar. Porém, quando devido a PEA ou PEC, o tratamento com corticosteróides resulta em uma grande redução de sintomas no curso de um ou dois dias. Metilprednisolona intravenosa ou prednisona oral são comumente usados. Em PE, o tratamento é seguido, usualmente, pelo período de um mês após a remissão dos sintomas e sinais clínicos (como uma radiografia de tórax).
Devido à doença afetar os pulmões, os indivíduos acometidos geralmente apresentam dificuldades para respirar. Se grande parte do pulmão for envolvido, pode não ser possível de uma pessoa respirar o bastante para viver sem apoio. 

## Prognóstico
A pneumonia eosinofílica devido a câncer ou infecção parasitária leva uma prognose relacionada à uma doença subjacente. Porém, PEa e PEC têm mortalidade pequena contanto que o cuidado intensivo esteja disponível e o tratamento seja feito adequadamento. 

## Epidemiologia
A pneumonia eosinofílica é uma doença considerada rara. Causas parasitárias são muito comuns em áreas geográficas endêmicas. PEA pode acontecer a qualquer idade, até mesmo em crianças previamente saudáveis, entretanto a maioria dos pacientes está entre 20 e 40 anos de idade. Homens são aproximadamente duas vezes tão freqüentemente quanto as mulheres afetados. PEA foi associado com o fumo. PEC freqüentemente acontece mais em mulheres que os homens e não parece ser relacionada ao fumo. Uma associação com radiação para câncer de peito foi descrita. 

## História
Pneumonia eosinofílica crônica foi descrita primeiro por Carrington em 1969, e também é conhecida como síndrome de Carrington. Antes disso, pneumonia eosinofílica era normalmente uma entidade patológica bem descrita associada com medicamentos ou exposições a parasitas. Pneumonia eosinofílica aguda foi descrita primeiro em 1989.